# Eugen von Daday
Eugen von Daday (wł. Jenő Daday) (ur. 24 maja 1855 w Buzamező, zm. 2 kwietnia 1920 w Budapeszcie) – rumuński zoolog żyjący na Węgrzech, hydrobiolog, członek Węgierskiej Akademii Nauk.

## Życiorys
W 1874 ukończył szkołę średnią w Klużu-Napoce, a następnie studiował zoologię na Uniwersytecie Babeș-Bolyai. Po ukończeniu pierwszego roku studiów jego wyjątkowe postępy w nauce zostały wynagrodzone stypendium, które otrzymywał do końca nauki. Jako specjalizację wybrał faunę słodkowodną stawów i jezior w swojej ojczyźnie, w marcu 1878 przedstawił pracę dyplomową z historii naturalnej, zdał też egzamin z chemii i rysunku, a następnie uzyskał uprawnienia nauczycielskie. Od maja 1878 do września 1885 był asystentem, a następnie asystentem profesora w Katedrze Anatomii Porównawczej na Wydziale Weterynaryjnym Uniwersytetu w Klużu-Napoce, równocześnie uzyskał kwalifikacje do nauczania weterynarii i anatomii porównawczej, prowadził również wykłady zlecone z botaniki. Dzięki uzyskanemu stypendium od września 1885 do maja 1886 przebywał w stacji zoologicznej w Neapolu, po powrocie do Klużu-Napoki został samodzielnym wykładowcą. W 1887 wyjechał na kilka miesięcy do Kecskemét, gdzie został dyrektorem szkoły realnej. Powrócił do Klużu i został asystentem inspektora w Narodowym Muzeum Zoologii, rok później wyjechał do Budapesztu, gdzie został wykładowcą na Uniwersytecie. W grudniu 1891 został członkiem towarzystwa etnograficzno-antropologicznego Uniwersytetu Moskiewskiego. W 1902 został profesorem Uniwersytetu Technicznego w Budapeszcie, był członkiem węgierskiej Akademii Nauk. Pod koniec życia załamał się psychicznie po śmierci syna, który zginął w I wojnie światowej.

## Działalność naukowa
Specjalizował się w badaniach nad niewielkimi skorupiakami, do których należą oczliki i wrotki. Zajmował się również stawonogami i wijami, zarówno występującymi na terenie Węgier, jak i w innych krajach. Było to możliwe dzięki kontaktom z naukowcami badającymi faunę wodną nie tylko Europy, ale również Pacyfiku i Antarktyki. Na zlecenie Francuskiej Akademii Nauk stworzył monografię skrzelonogów, a także opracowania dotyczące wrotków gatunku Asplanchna oraz Anuraea. Opisał ponad tysiąc taksonów, po jego śmierci zgromadzoną przez niego kolekcję przekazano do Muzeum Historii Naturalnej w Budapeszcie. Jego zaangażowanie w prace badawcze uhonorowano nazywając na jego cześć trzy rodzaje i dwadzieścia dwa gatunki.